# 病身舞
病身舞（朝鮮語：병신춤）是一種朝鮮民族民間舞蹈。大約成於朝鮮王朝時期的慶尚南道密陽市，主要是下層階級農民為諷刺兩班貴族，將其描繪成聾啞、視障和麻風病人等形象并進行模仿。
該舞蹈具有一定的爭議性。贊成者認為其諷刺深刻而表達幽默，反對者則認為這歧視了殘障人士。